# Robert Bayot
Robert Jean Hubert Bayot (Schaerbeek, 4 settembre 1915 – Bruxelles, 9 gennaio 1964) è stato uno schermidore belga, vincitore di una medaglia d'argento ai campionati mondiali di scherma.